# Frequency-division multiple access
La frequency-division multiple access (lett. "accesso multiplo a divisione di frequenza"), nota anche con la sigla FDMA, è una tecnica di accesso allo stesso canale di trasmissione da parte di più sorgenti di informazione, che consiste nella suddivisione della banda di frequenza disponibile (canale di trasmissione) in un numero di sottobande (sottocanali) che occupino, in frequenza, una banda più piccola; ognuno di questi sottocanali è assegnato a ciascuna delle sorgenti di informazione, che lo utilizzerà per trasmettere il segnale che rappresenta fisicamente l'informazione da trasmettere all'interno del canale. In ricezione, un'opportuna sequenza di filtri passabanda permetterà di selezionare il segnale della sorgente di cui si vuole estrarre l'informazione.

## Esempio
Un esempio che può chiarire il funzionamento di questa tecnica è il seguente: si consideri un'autostrada la cui carreggiata sia larga 20 m e si supponga di dividere questa carreggiata in 10 corsie distinte; in ciascuna di queste corsie, può viaggiare una macchina, contemporaneamente a quelle che possono viaggiare nelle altre corsie dell'autostrada.

## Realizzazione
Tecnicamente, la FDMA può essere realizzata modulando il segnale associato a ciascuna sorgente di informazione, con una portante la cui frequenza sia posta al centro della banda che definisce il sottocanale di trasmissione assegnato alla sorgente di informazione. In ricezione, un'opportuna schiera di filtri, ciascuno accordato su un sottocanale, permetterà di selezionare il segnale associato a ciascun sottocanale e un successivo demodulatore permetterà di estrarre l'informazione corrispondente.
Tanto maggiore è il numero di sottocanali con cui si divide il canale principale, tanto maggiore sarà l'interferenza generata da uno di questi nei confronti dei canali adiacenti in frequenza.